# Monastyrek (rejon czortkowski)
Monastyrek – wieś na Ukrainie w rejonie czortkowskim należącym do obwodu tarnopolskiego, położona w zakolu rzeki Seret.